# Margrethe Vestager
Margrethe Vestager, danska političarka, * 13. april 1968, Glostrup, Danska
Med letoma 2014 in 2024 je opravljala dva zaporedna mandata evropske komisarke za konkurenco. Med letoma 2019 in 2024 je bila tudi izvršna podpredsednica Evropske komisije, zadolžena za digitalizacijo.